# 양해준 (축구 선수)
양해준(1990년 10월 4일 ~ )은 대한민국의 전직 축구 선수이다. 현역 시절 포지션은 수비수였다.

## 선수 경력
2013 K리그 드래프트에서 K리그 챌린지에 참가하는 부천 FC 1995에 번외지명으로 지명을 받았다. 하지만 양해준은 해당 드래프트를 거부한 뒤 부천이 아닌 일본 J2리그의 카탈레 도야마에 입단했다.
2014시즌 종료 후 카탈레 도야마에서 퇴단했다.